# Bagnet 6H3
Bagnet 6H3 (6Х3) – bagnet radziecki wprowadzony do uzbrojenia w 1959 roku wraz z karabinkiem AKM. Przyjęty wówczas zunifikowany standard mocowania umożliwia użycie bagnetu także na wszystkich kolejnych wersjach karabinków radzieckich i rosyjskich a także na karabinie snajperskim SWD. W drugiej połowie lat 60. zaprzestano jego produkcji na rzecz bagnetu 6H4 posiadającego identyczną klingę.
Głownia typu bowie. Pióro asymetryczne, jednosieczne, z małym, owalnym otworem. Ostrze szlifowane na ostro na całej długości głowni. Grzbiet głowni nacinany – w formie piły o drobnych, skośnie ułożonych ząbkach. Rękojeść bagnetu tworzy stalowy rdzeń, pokryty okładzinami z tworzywa sztucznego o właściwościach izolacyjnych. W części głowicowej znajduje się zatrzask mocujący oraz otwór dla przewleczenia skórzanego albo parcianego paska. Jelec stalowy, od strony grzbietowej tworzy haczyk dla zaczepienia klamerki paska, a po stronie przeciwnej pierścień mocujący bagnet na końcówce lufy.
Pochwa stalowa z gumową nakładką izolacyjną, posiada w dolnej części urządzenie umożliwiające zaczepienie pochwy o otwór w klindze i utworzenie w ten sposób niewielkich nożyc do cięcia drutu. Izolacyjne właściwości bagnetu i pochwy pozwalają na względnie bezpieczne przecinanie przewodów instalacji oświetleniowej itp., natomiast wykonywanie przejść w zaporach drutowych pod napięciem nie jest zalecane przez instrukcję.
Żabka posiada zapinany pasek obejmujący rękojeść bagnetu i dwa karabińczyki – dolny dla połączenia żabki z pochwą oraz górny do podwieszenia na półkółku żołnierskiego pasa.
Produkcją zajmowały się także poszczególne wytwórnie w krajach Bloku Wschodniego – między innymi w Polsce, NRD, Rumunii czy na Węgrzech. Lokalne odmiany bagnetu różniły się często szczegółami konstrukcji.

## Polska wersja bagnetu
Główną różnicą względem radzieckiego pierwowzoru był brak piły na głowni.